# Bellulia kononenkoi
Bellulia kononenkoi là một loài bướm đêm thuộc họ Erebidae. Nó được tìm thấy ở Đài Loan.
Sải cánh dài 12–13 mm. Cánh trước màu nâu, tối hoặc sáng. Cánh dưới màu nâu hơi đen.